# 胡孝汉
胡孝汉（1961年5月—），男，汉族，湖北潜江人，毕业于武汉大学，中华人民共和国政治人物，曾任中共中央宣传部新闻发言人，中华全国新闻工作者协会党组书记、常务副主席、书记处书记，现任中国文学艺术界联合会副主席，第十三届全国政协委员，中共十九大代表。